# 舊函館區公會堂

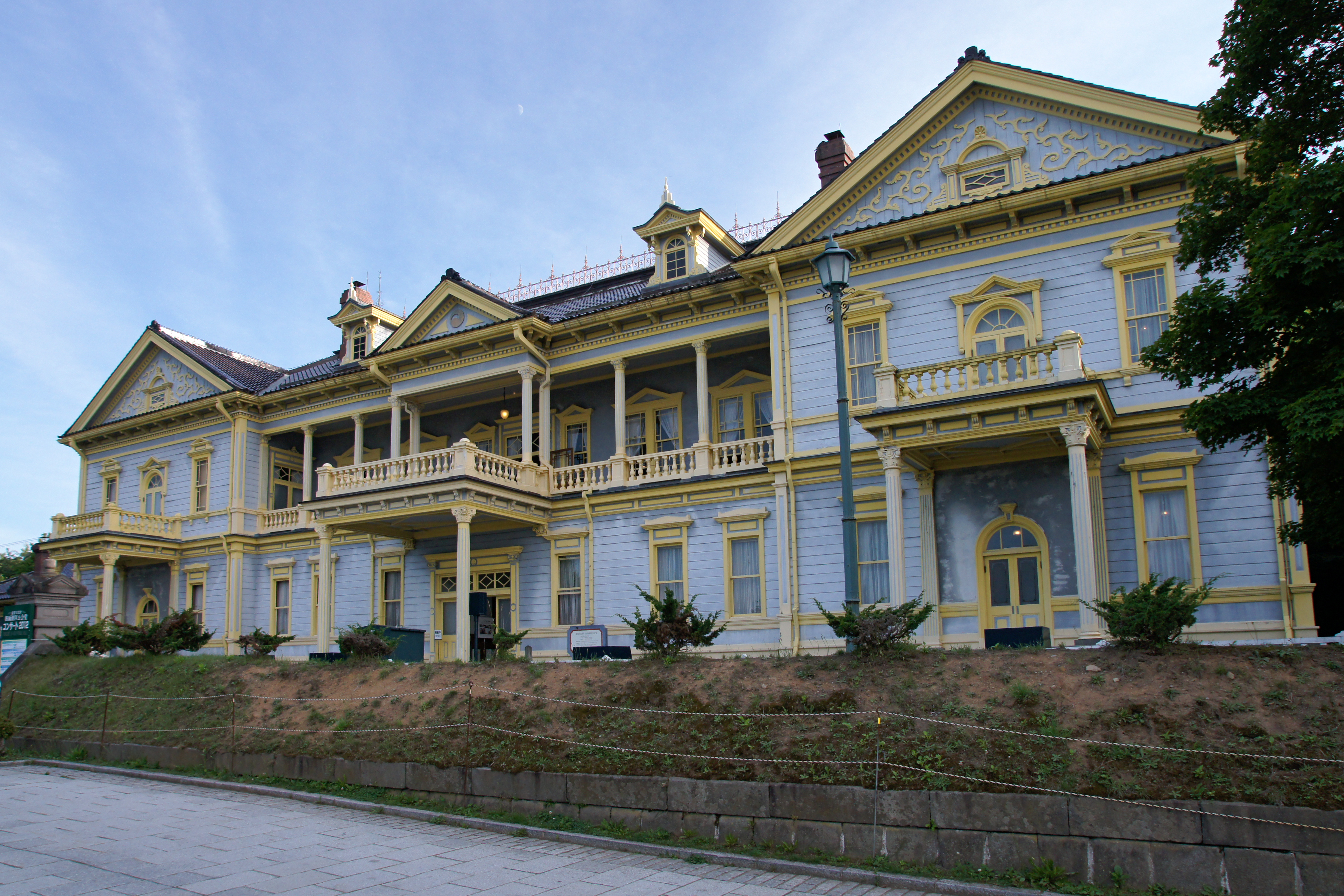
舊函館區公會堂

舊函館區公會堂（日语：きゅうはこだてくこうかいどう）是一座位於日本北海道函館市元町的歷史建築，為修建於明治時代的殖民風格洋館，被指定為重要文化財。舊函館區公會堂修建耗資達58000日元。是北海道特有的木質兩層模擬洋式建築，也和札幌的豐平館並列為明治時期具代表性的洋風建築。1911年大正天皇（當時是皇太子）訪問函館時曾在此住宿。1922年，昭和天皇在還是攝政宮時亦曾在此休息。1980年，該建築進行解體修理，並在1982年恢復原貌。1974年，該建築和兩棟附屬建築被指定為重要文化財。